# TOI-3570
TOI-3570 — звезда в созвездии Лебедя. Находится на расстоянии 3 285,61 световых года от Земли. Вокруг звезды обращается, как минимум, одна экзопланета.

## Характеристики
TOI-3570 относится к спектральному классу A. Масса звезды составляет примерно 2,86 M☉; радиус — 1,35 R☉. Температура поверхности — 10984 K. Светимость звезды оценивается в 23,80 L☉.
Звезда не видна невооружённым глазом — её видимая звёздная величина составляет 13,63.

## Планетная система
В 2021 году у TOI-3570 была открыта экзопланета TOI-3570.01. Период обращения планеты составляет 2,10 суток. Её радиус составляет 1,17 RJ; температура составляет 3226 K. Существование экзопланеты было подтверждено в 2024 году учёными Государственного астрономического института имени П. К. Штернберга с помощью глобальной сети телескопов-роботов МАСТЕР.